# Cavo retto-vescicale
Cavo retto-vescicale è una zona cava che si trova tra il retto e la vescica urinaria nei maschi umani e in altri mammiferi maschi. È allineato dal peritoneo e alla sua base c'è la fascia retto-prostatica (o chiamata fascia di Denonvillier). Quando l'uomo è in posizione verticale o supina, la tasca retto-vescicale è la parte più bassa della sua cavità peritoneale. A causa di questo, il fluido peritoneale e altri fluidi che entrano nella cavità peritoneale, tra cui ascite, sangue e pus, tendono a raccogliersi in questa zona.
Nelle donne, l'utero si trova tra il retto e la vescica. Pertanto, le donne non dispongono di un cavo retto-vescicale, ma hanno invece uno spazio retto-uterino e una plica vescico-uterina.